# Fawzi al-Qawuqji
Fawzī al-Qāwuqjī (in arabo فوزي القاوقجي‎?; Tripoli del Levante, 19 gennaio 1890 – Beirut, 5 giugno 1977) è stato un militare arabo-libanese, comandante militare dell'Esercito Arabo di Liberazione (Jaysh al-Inqādh al-ʿArabī) durante la Guerra arabo-israeliana del 1948, agli ordini del generale iracheno Ismāʿīl Safwat, e un rivale del principale leader palestinese dell'epoca, il Gran Muftī di Gerusalemme, Hajji Amin al-Husayni.
Le sue tattiche nel corso del conflitto furono assai aggressive, ma del tutto inefficaci, ed egli non riuscì a vincere alcuna battaglia d'un certo rilievo contro le forze ebraiche, malgrado queste fossero spesso assai sottodimensionate rispetto alle sue. Le sue formazioni furono costrette ad abbandonare la Palestina per rifugiarsi in Libano a seguito del disastroso esito dalla Battaglia di Sa'sa', il 30 ottobre 1948.
Nazionalista arabo convinto, al-Qawuqji aveva servito come ufficiale nell'esercito ottomano durante il primo conflitto mondiale. Al-Qawuqji combatté anche i francesi in Siria durante la Grande Rivoluzione Siriana del 1925–1927. Aiutò quindi nel 1928 il re saudita ʿAbd al-ʿAzīz Āl Saʿūd a creare l'esercito saudita per poi andare a combattere i britannici nel periodo mandatario in Palestina, nella cosiddetta Grande Rivolta Araba del 1936-1939.
Prese ancora una volta le armi in Iraq allorché il Primo Ministro Rashid Ali al-Kaylani - forte del sostegno del cosiddetto "Quadrato d'oro" - aveva condotto a buon fine nel 1941 un colpo di Stato contro il governo filo-britannico di Nūrī al-Saʿīd per dichiarare subito dopo guerra al Regno Unito, che di fatto ne seguitava pesantemente a condizionare la politica, l'economia e l'assetto militare. Si auto-esiliò quindi nella Germania nazista per tutto il periodo del secondo conflitto mondiale, servendo come agente della Wehrmacht e guadagnandosi in tal modo il grado di colonnello della Wehrmacht stessa. Durante il periodo trascorso in Germania, conobbe e sposò una donna tedesca di nome Anneliese Müller.